# Hot Vidéo
Hot Vidéo est un magazine pornographique français, créé en juin 1989 par Franck Vardon.
Édité à l'origine par la société VCV Communication, l'entreprise est rachetée en 2016 par Jacquie et Michel.

## Historique
La revue Hot Vidéo est créée en juin 1989 par Franck Vardon, fondateur de VCV Communication. L'objectif est alors d'offrir aux professionnels français de l'industrie du cinéma pornographique un magazine comparable à ceux dont dispose déjà la presse cinéma traditionnelle (Première, Studio, Vidéo 7, Les Cahiers du Cinéma, etc.) et à faire découvrir leurs productions au grand public. 
La revue se positionne comme un magazine d'informations et pas uniquement comme une revue de charme ; cette spécificité fait son succès dès les premiers numéros, malgré la méfiance des producteurs de films X, peu habitués à la médiatisation. Le magazine dispose dès les premiers numéros d'une véritable équipe de journalistes et photographes qui parcourent le monde pour enquêter sur le marché du porno, donner aux lecteurs des comptes-rendus détaillés des tournages ou interviewer les professionnels du genre, actrices, acteurs, réalisateurs ou producteurs.
En 1992, Franck Vardon annonce la création de la cérémonie des Hot d'Or, pendant hexagonal de la fameuse cérémonie américaine des AVN Awards, créée en 1982 par le magazine éponyme de Paul Fishbein. Le succès des Hot d'Or va rapidement dépasser celui du magazine, qui en est l'instigateur et l'organisateur. Chaque année pendant dix ans, les Hot d'Or vont se tenir à Cannes au mois de mai, parallèlement au prestigieux festival du Cinéma, pour mettre en lumière et récompenser les professionnels du cinéma X, devenant l'un des événements les plus courus de la Croisette. 
En quelques années, Hot Vidéo devient la référence en matière de cinéma X, donnant au genre un éclairage inhabituel qui va contribuer à le conduire vers une certaine reconnaissance médiatique. Dans les années 1990, le magazine soutient les actrices de X et participe activement à la notoriété en assurant leur promotion dans ses pages. Coralie, ou encore Clara Morgane doivent ainsi au magazine une grande partie de leur célébrité.
En 1995, Franck Vardon crée le « Salon de la Vidéo Hot », à Paris. La licence Hot Vidéo s’enrichit par la suite de spots de prestige, comme Rome et Madrid en 1996, et Athènes en 2003.  
Le titre-phare de VCV Communication change sa dénomination commerciale, qui passe de Hot Vidéo, l’officiel de la vidéo chaude à Hot Vidéo, le magazine officiel de la vidéo X et du DVD, le plus vendu en Europe. En 2001, le groupe VCV diversifie ses activités en produisant son premier film X, La Fille du batelier, réalisé par Patrice Cabanel. À partir de février 2005, le magazine est accompagné d'un DVD comportant un film dit « gratuit » dont le premier opus est Fashionistas de John Stagliano. En 2007, VCV produit Le Camping des foutriquets, réalisé par Yannick Perrin, l'un des plus gros budgets du cinéma pornographique français (120 000 euros), dont le DVD est livré avec le numéro de juillet-août 2007.
Dans les années 2000-2010, faute d'avoir bien négocié le tournant de l'Internet, le titre est victime d'une baisse de ses ventes. Les Hots d'Or sont abandonnés après la cérémonie de 2001, et ne font qu'un retour éphémère en 2009, à l'occasion du vingtième anniversaire du magazine. Diffusé à environ 50 000 exemplaires en 2011, le titre est en 2016 aux alentours de 11 000 exemplaires vendus par mois.
Après le décès de Franck Vardon en janvier 2014, son épouse Tabatha Cash prend un temps la direction du magazine pour en assainir la situation financière. Fin 2016, l'entreprise est rachetée par Jacquie et Michel, qui prévoit d'en conserver la marque mais de passer à une périodicité bimensuelle pour garantir la rentabilité du titre. Finalement, le magazine reprend son rythme mensuel.
Le 31 octobre 2013, Hot Vidéo TV, qui se veut être une version télé du magazine pornographique, commence ses programmes. 